# (173689) 2001 PK9
2001 بي كي 9 (ويعرف أيضًا باسم (173689) 2001 بي كي 9 وفق تسمية الكوكب الصغير) (بالإنجليزية: 2001 PK9)‏ هو كويكب ضمن حزام الكويكبات؛ وترتيبه 173689 من حيث الاكتشاف.
اكتُشف هذا الجُرم الفلكي بواسطة تعقب الأجرام القريبة من الأرض في 10 أغسطس 2001.

## وصلات خارجية
- (173689) 2001 PK9 في قاعدة بيانات مختبر الدفع النفاث لأجرام النظام الشمسي الصغيرة

- الاكتشاف · مخطط المدار ·  العناصر المدارية · المعلمات المادية

- (173689) 2001 PK9 على موقع ويكي سكاي: DSS2, SDSS, GALEX, IRAS, Hydrogen α, X-Ray, Astrophoto, Sky Map, Articles and images